# قزل‌حصار پایین
قزل‌حصار پائین روستایی در دهستان بالا دشت بخش مرکزی شهرستان گرمه استان خراسان شمالی ایران است.

## جمعیت
بر پایه سرشماری عمومی نفوس و مسکن در سال ۱۳۹۵ جمعیت این مکان ۱۸۷ نفر (۵۲خانوار) بوده‌است.